# Municipio de Beaver (condado de Scott)
El municipio de Beaver (en inglés: Beaver Township) es un municipio ubicado en el condado de Scott en el estado estadounidense de Kansas. En el año 2010 tenía una población de 287 habitantes y una densidad poblacional de 0,93 personas por km².

## Geografía
El municipio de Beaver se encuentra ubicado en las coordenadas 38°38′24″N 101°1′40″O / 38.64000, -101.02778. Según la Oficina del Censo de los Estados Unidos, el municipio tiene una superficie total de 309.01 km², de la cual 308,71 km² corresponden a tierra firme y (0,1 %) 0,3 km² es agua.

## Demografía
Según el censo de 2010, había 287 personas residiendo en el municipio de Beaver. La densidad de población era de 0,93 hab./km². De los 287 habitantes, el municipio de Beaver estaba compuesto por el 96,86 % blancos, el 1,39 % eran amerindios, el 0,7 % eran asiáticos, el 0,35 % eran de otras razas y el 0,7 % eran de una mezcla de razas. Del total de la población el 1,05 % eran hispanos o latinos de cualquier raza.